# Rolex Paris Masters 2020
Rolex Paris Masters 2020 — тенісний турнір, що проходив на кортах з твердим покриттям у Парижі з 2 до 8 листопада. Належав до категорії ATP Masters 1000, був турніром серії Мастерс Париж 2020 року.

## Фінальна частина

### Одиночний розряд
Данило Медведєв —  Александр Зверєв 5–7, 6–4, 6–1

### Парний розряд
Фелікс Оже-Аліассім /  Губерт Гуркач —  Мате Павич /  Бруно Соарес 6–7(3–7), 7–6(9–7), [10–2]